# Marduk-nadin-ahhe
Marduk-nādin-aḫḫē, geschreven als mdAMAR.UTU-na-din-MU, ca. 1099-1082 v.Chr, was de 6e koning van de 2e dynastie van Isin ofwel de 4e dynastie van Babylon. Hij is het bekendst voor zijn restauratie van de Eganunmaḫ in Ur en voor de droogtes en hongersnoden die het land in zijn tijd teisterden.
Hij was verwant aan alle drie zijn voorgangers. Zijn vader was Ninurta-nādin-šumi, de 3e koning, zijn broer was Nabu-kudurri-uṣur, de 4e koning, en zijn voorganger Enlil-nādin-apli de 5e koning, tegen wie hij in opstand kwam en die hij onttroonde was zijn neefje.

## Bewind
Een gereconstrueerde passage in de Walker-kroniek beschrijft hoe, terwijl Enlil-nādin-apli op veldtocht was tegen Assyrië, en zelfs op pas was de stad Aššur zelf in te nemen, Marduk-nādin-aḫḫē en de edelen in opstand kwamen. Bij zijn terugkeer “naar zijn land en zijn stad [dood]den zij hem met een [z]waard.”

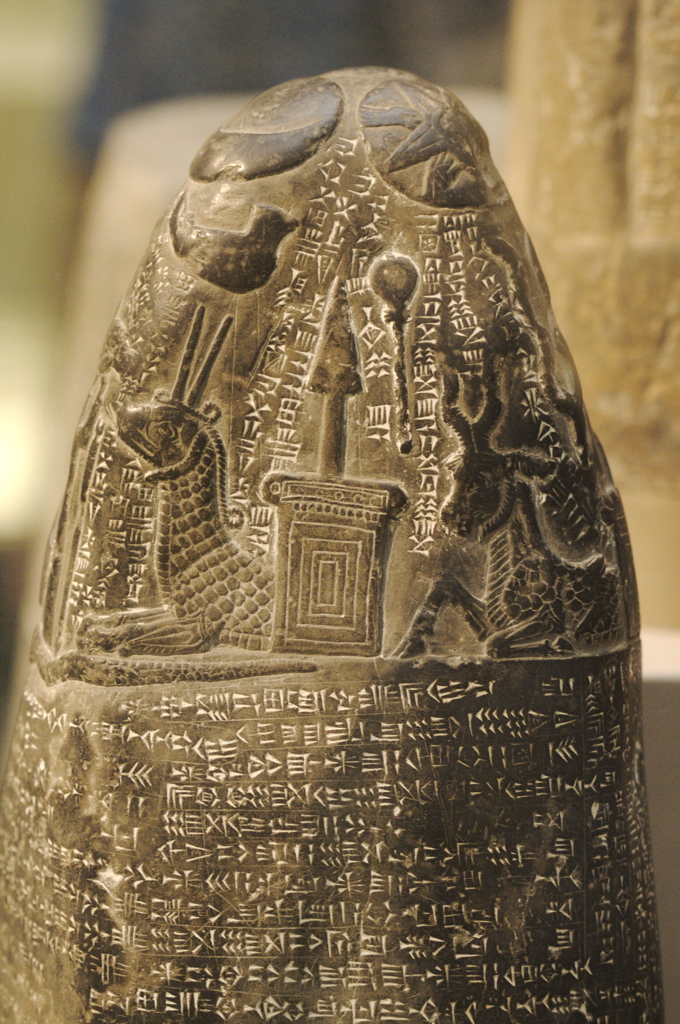
Landgift aan Adad-zer-iqiša, kudurru in the British Museum.

Zijn relatie met zijn Assyrische tegenhanger Tukultī-apil-Ešarra, was er een van vijandschap en al vroeg tijdens zijn bewind hield hij een inval in Assyrië en maakte er godenbeelden van Adad en Šala buit van Ekallāte, een stad die maar zo'n 50 km van Aššur afligt. Van zijn kant leidde Tukultī-apil-Ešarra een aantal strafexpedities het hartland van Babylonië in. Hij pocht daarover:

Ik trok op naar het land van Karduniaš. Ik veroverde de steden Dūr-Kurigalzu, Sippar van Šamaš, Sippar van Anunitu, Babylon en Upi, het groot heiligdom van Karduniaš, inclusief hun burchten. Ik slachtte ze af in groten getale. Ik plunderde onnoemelijk veel buit. Ik veroverde de paleizen van Babylon die aan Marduk-nādin-aḫḫē behoorden, de koning van Karduniaš, en ik brandde ze met vuur. Tweemaal formeerde ik de strijdwagens tegen Marduk-nādin-aḫḫē, de koning van Karduniaš, en versloeg ik hem.
— Tukultī-apil-Ešarra.

De Synchronistische Geschiedenis verhaalt dat de veldslagen in eerste instantie plaatsvonden “bij de Lagere Zab, tegenover Ahizûhina, en in het tweede jaar versloeg hij Marduk-nadin-ahhe bij Gurmarritu, dat stroomopwaarts van Akkad ligt.” Hoewel “hij Ugarsallu (onmiddellijk ten zuiden van de Kleinere Zab) plunderde tot aan Lubda toe (gelegen in de streek van Arrapha) en hij alle delen van Suhu (in het midden van het Euphraatdal) tot aan Rapiqu (de zuidgrens van Assyrië) beheerste” waren dit plaatsen die aan de omtrek van Babylonië lagen en de godenbeelden kreeg hij niet terug. Die werden namelijk pas eeuwen later teruggehaald:

Na 418 jaar ontnam ik uit Babylon Adad and Šala, de goden van Ekallāte en bracht ze terug naar hun heiligdommen, die Marduk-nādin-aḫḫē, koning van Babylon, had veroverd en afgevoerd naar Babylon in de tijd van Tukultī-apil-Ešarra, koning van Assyrië.
— Sennacherib van Assyrië.

## Vondsten

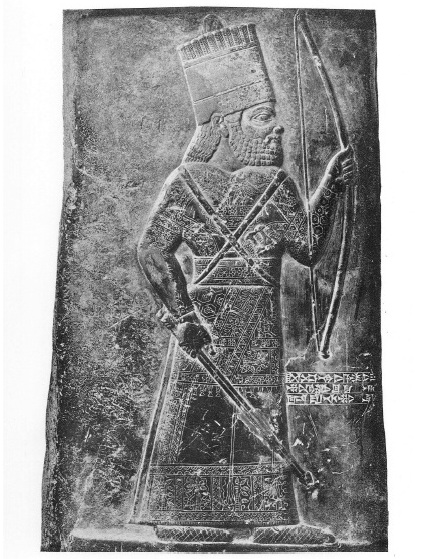
Oorkonde van de aankoop van vijf GUR graanland door Marduk-nasir, de officier van de koning in het British Museum.

Er zijn verscheidene bronnen die Marduk-nadin-ahhe vermelden Er zijn:
1. zeven of mogelijk acht kudurrus,
De Amrân ibn ‘Ali kudurru in het Walters Art Museum, Baltimore.[i 1]
Land grant to Adad-zer-iqiša kudurru, in het British Museum[i 4]
Marduk-naṣir land purchase kudurru, in het British Museum[i 8]
Aradsu, zoon van Rišnunak, belastingvrijstellingstablet, in het British Museum[i 9]
Iqīša-Ninurta grondaktebevestiging kudurru, in het Nationaal Museum van Irak[i 10]
De Warwick (“Land grant to Iddin-Ninurta”) Kudurru, Warwickshire Museum[i 11]
Landaankoop-kudurru met een secundaire inscriptie van Marduk-šāpik-zēri, in de Yale Babylonian Collection[i 12]
Tot deze tijd wordt ook gerekend de ongedateerde Caillou Michaux (kudurru), in het Musée du Louvre.
2. twee bouwinstripties
3. vier dolken uit Lorestan, waarvan een[i 13] "toebehorend aan Šamaš-killani, officier van de koning,"
4. een Sumerische inscriptie op een koperen cilinder[i 14]
5. een kledinginventaris (niet gepubliceerd)[i 15]

### Andere bronnen
Hij restaureerde de Eganunmaḫ in Ur, klaarblijkelijk zonder het grondplan van de Kassitische koning Kurigalzu (of dit Kurigalzu I of II is onbekend) te wijzigen. Hij voegde een “keukencomplex” toe aan de noordwestelijke kant van de ziggurat. Er zijn drie deurlijsten met inschrift gevonden in het heiligdom. Mogelijk is hij weergegeven als de 3e koning in Profetie A, als een koning wiens regering achttien jaar succesvol en vruchtbaar is, maar wiens bewind ten einde komt in een opstand. Volgens een later commentaar gaf een zekere Ea-mušallim hem een astrologische rapport (ittu ina šamȇ) aangaande de zonsverduistering van 1090.

Wat betreft de regens die zo pover waren dit jaar dat er niet geoogst kan worden, het is een goed voorteken voor het leven en de levenskracht van de koning, mijn Heer. Wellicht zal de koning, mijn Heer, zeggen: “Waar heb je dit gevonden? Zeg het me!” In een rapport van Ea-mušillim aan zijn heer Marduk-nādin-aḫḫē staat geschreven: “Als een teken verschijnt in de hemel dat niet uitgewist kan worden, en het geschiedt dat de regens uitblijven (maqāt zunnē), laat de koning dan een campagne tegen de vijand ondernemen: hij zal zegerijk zijn waar hij ook gaat en zijn dagen zullen lang zijn.”
— Akkullanu, Assurbanipals astroloog

Helaas mocht het zo niet wezen; hij schijnt zijn troon verloren te hebben en “verdween” (šadâ ēmid) na oproer dat veroorzaakt werd door Arameeërs die Mesopotamië onder druk van de honger binnendrongen. De Babyloniërs vervielen zelf zelfs tot kannibalisme, "[....zij] aten elkaars vlees..."